# Zelena vitičarka
Zelena vitičarka (lat. Stropharia aeruginosa) je otrovna gljiva iz porodice strnišnica (Strophariaceae), iz reda listićarki (Agaricales). U mnogim knjigama na Zapadu zelena vitičarka se smatra otrovnom, no učinak trovanja je malo poznat, a otrovni sastojci nepoznati. Prema nekim europskim knjigama, zelena vitičarka je jestiva, ali nepoželjna zbog blago začinjenog okusa.

## Opis
- Klobuk zelene vitičarke je širok od 3 do 9 centimetara, najprije polukružan, zatim otvoren i ispupčen, mesnat, zelenkast ili modrozelen; za kišnih dana je mazav, prekriven bijelim rijetkim ljuskama.
- Listići su prirasli k stručku, bjelkasti, zatim ljubičastocrveni, na rubovima bjelkasti.
- Stručak je visok od 4 do 6 centimetara, šupalj, cilindričan, mazav, vlaknast, modrozelenkast; pod klobukom nosi viseći vjenčić bijele boje ili crnkast od padajućih zrelih spora.
- Meso je bijelo, zelenkastog tona, miris po rotkvici, okus neugodan.
- Spore su eliptične, modrosmeđe boje, 8 - 10 x 4 - 5 μm.

## Stanište
Raste ljeti i u jesen u šumama, uz rubove šuma, na livadama i pašnjacima.   

## Upotrebljivost
Zelena vitičarka je otrovna. U literaturi vlada podijeljeno mišljenje o jestivosti; međutim, u novije vrijeme prevladava mišljenje da nije za jelo, već da je lagano otrovna.

## Sličnosti
Zelena vitičarka se ne može zamijeniti drugom gljivom jer ima zaista svojstvenu modrozelenu boju klobuka, mazava je, te nosi bijeli vjenčić koji kasnije zbog otrusine postane crn. U novije vrijeme se spominje kao zasebna vrsta Stropharia cyanea (Bolt. ex Secr.) Tuomikoski. Ona je vrlo slična zelenoj vitičarki, a razlikuje se po tome što je manja sluzava i na rubu klobuka nema ostataka zastorka. 

## Vanjske poveznice
|  | Zajednički poslužitelj ima stranicu o temi Stropharia aeruginosa    |
|  | Zajednički poslužitelj ima još gradiva o temi Stropharia aeruginosa |